# HGÜ Cahora Bassa

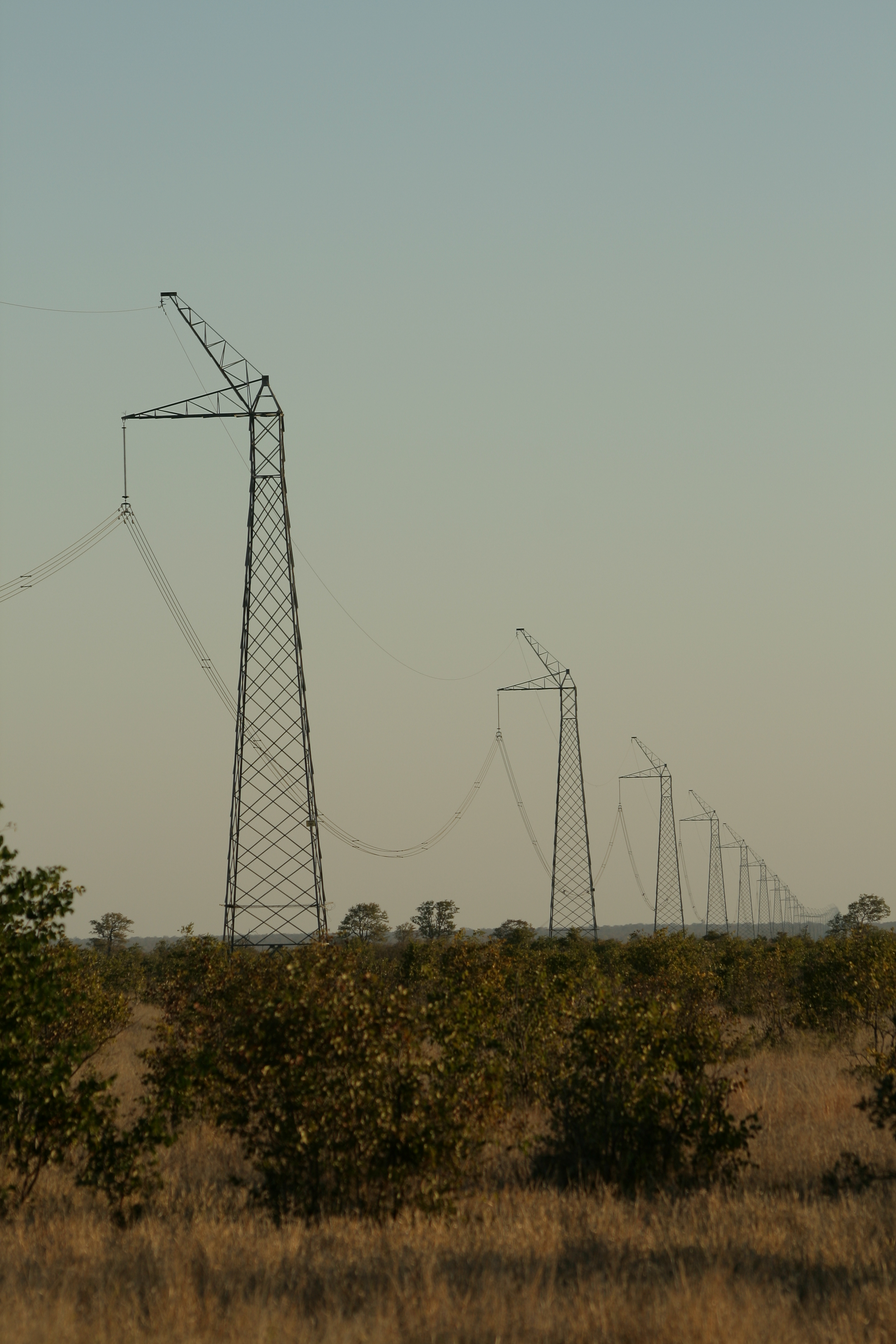
HGÜ Cahora Bassa mit einem Leitungspol im Kruger-Nationalpark

Verlauf der HGÜ

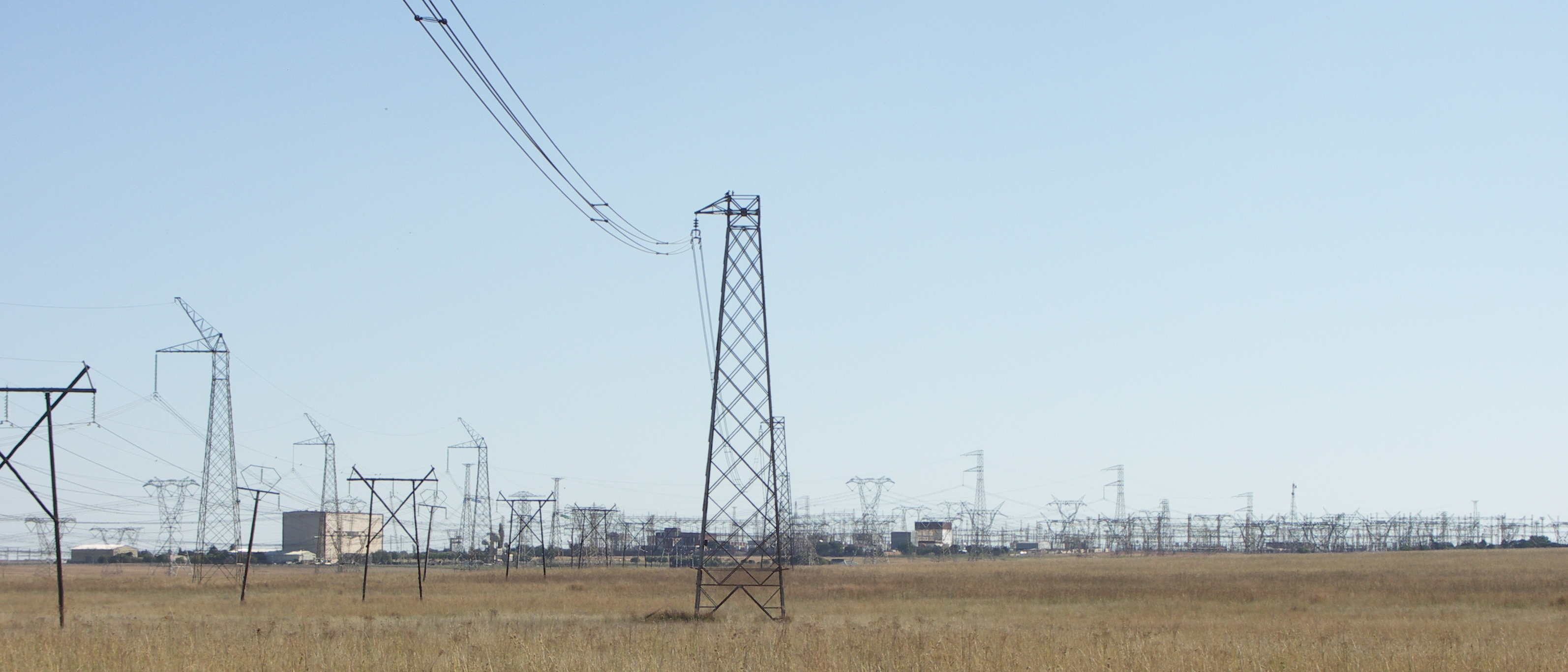
Konverteranlagen der HGÜ in Apollo bei Pretoria

Die HGÜ Cahora Bassa (englisch: Cahora Bassa HVDC) ist eine grenzüberschreitende Hochspannungs-Gleichstrom-Übertragungsleitung (HGÜ), welche der elektrischen Energieübertragung zwischen der Cahora-Bassa-Talsperre im Norden von Mosambik und dem industriellen Ballungsraum um Johannesburg und Pretoria in Südafrika dient.

## Geschichte
Die Übertragungsleitung wurde in den Jahren 1977 bis 1979 vom ZAMCO-Konsortium (AEG, BBC und Siemens) errichtet und ging am 15. März 1979 in den vollen Betrieb. Im Jahr 1981 wurde sie durch Ereignisse des Mosambikanischen Bürgerkriegs beschädigt und blieb dadurch lange ungenutzt.
Als die Anlage 1976 ihren Betrieb aufnahm, war nahezu die gesamte Erzeugungskapazität von 2000 MW für Südafrika bestimmt. Die Stromlieferungen an die Eskom bildeten für die Frelimo-Regierung eine sehr wichtige Einnahmequelle in konvertibler Währung für Mosambik. Das Abkommen stellte sich unter den Bedingungen des Bürgerkriegs in den 1980er Jahren als äußerst fragil heraus. Der Staudamm und seine technischen Anlagen konnten ausreichend geschützt werden. Mit der etwa 900 Kilometer langen Trasse der doppelten Übertragungsleitung bis zur Grenze von Südafrika sah es dagegen anders aus. Die regierungsfeindlichen RENAMO-Banden setzten Sprengstoff ein, um Freileitungsmasten zu sprengen. Schließlich demontierten sie solche Masten Schritt für Schritt, um die Stahlprofilteile zu entwenden. Das Kraftwerk Cahora Bassa stellte 1980 seinen Betrieb ein. Dieser Bürgerkrieg und seine Folgen verhinderten 17 Jahre lang eine Energieübertragung über diese Doppelleitung.
Nach dem Bürgerkrieg wurde die Leitung von 1995 bis 1998 durch Siemens renoviert und wieder in Betrieb genommen
Eskom beauftragte ABB im Jahre 2006 zu einer Aufrüstung der Schaltanlagen in Apollo. Diese Arbeiten wurden bis 2008 ausgeführt, wodurch die Übertragungskapazität von 1920 MW auf 2500 MW erhöht werden konnte. Gleichzeitig erfolgte eine Nachrüstung, um künftig 3960 MW übertragen zu können.
Eine technische Verbesserung und Sanierung der Anlagen in Songo wurden durch die Hidroeléctrica De Cahora Bassa (HCB) an ABB 2012 beauftragt. Die Durchführung diesbezüglicher Arbeiten erfolgte dann von 2013 bis 2014.
Aufgrund von starken Regenfällen kam es im Januar 2013 zu massiven Landüberschwemmungen in der mosambikanischen Provinz Gaza. Dabei trat der Limpopo über seine Ufer. Davon war auch ein 5,3 Kilometer langer Abschnitt der HGÜ betroffen, wobei zuerst ein Mast umgestürzt war und in Folge vier weitere Masten mitgezogen hatte. Vorübergehend musste die Energieübertragung über Simbabwe umgeleitet werden. Der Auftrag zur Reparatur wurde im Februar 2013 an Quanta Services Africa vergeben. Die beiden größten Herausforderungen für die Reparaturarbeiten bildeten die Logistik in dem unwegsamen Gelände und die Möglichkeit während der Arbeiten auf Landminen aus dem ehemaligen Bürgerkrieg zu treffen. Die Sicherung vor Landminen wurde vom südafrikanischen Rüstungskonzern Denel Mechem ausgeführt. Die Kommunikation, einschließlich die Faxübertragung musste über Satellitentelefonverbindungen abgewickelt werden. Zwei Helikopter waren für die Dauer der Arbeiten im Einsatz.
Aufgrund der strukturellen Verformungen im beschädigten Abschnitt standen die Leitungskabel unter einer sehr hohen Zugspannung und mussten vor den eigentlichen Reparatureingriffen entfernt werden. Die größte bei diesen Arbeiten erreichte Spannweite zwischen zwei Masten beläuft sich auf 812 Meter, weil die Flutschäden und der kurze Reparaturzeitraum die Errichtung eines neuen Mastes an Stelle eines beschädigten nicht zuließen. Die damit eintretende höhere mechanische Belastung im System wurde mit einem anderen als bisher verwendeten Leitungskabel (Aluminium Composite Core Conductor – ACCC) kompensiert, da es wegen der Aluminiumverwendung leichter ist.
Durch die Wetterereignisse des Zyklon Idai im März 2019 wurde die Übertragungsleitung erneut erheblich beschädigt. Es kam zum Umsturz von Pylonen. Die Stromübertragung musste daraufhin eingestellt werden. Für Südafrika und einige industrielle Abnehmer in Mosambik bedeutet das möglicherweise kurzfristige Schwierigkeiten, weil in Folge der Abschaltung eine bislang dauerhafte 1150-MW-Einspeisung in das südafrikanische Netz abrupt endete. Mit der humanitären Katastrophe des Zyklons und den Folgen für die Energieversorgung befasste sich neben den Regierungsstellen der Auswärtige Ausschuss im südafrikanischen Parlament.

## Trassenverlauf
Die Leitung beginnt am Dorf Songo (Stromrichterstation Songo ) in Mosambik und endet nach 1420 Kilometern in der südafrikanischen Stromrichterstation Apollo nahe Pretoria (Station Apollo ), die südwestlich an das Rietvlei Nature Reserve angrenzt. Dadurch befindet sie sich schon auf dem Territorium der Metropolgemeinde Ekurhuleni.
Auf einer Länge von 900 Kilometern mit 4200 Masten verläuft sie in Mosambik nahe der Grenze zu Simbabwe. Auf südafrikanischem Territorium besitzt die Übertragungsleitung eine Länge von 518 Kilometern. Sie erreicht südlich des Grenzübergangs Pafuri das Staatsgebiet Südafrikas (Grenzüberschreitung der HGÜ ).

## Technische Merkmale
Für die von der AEG gebaute Elektronik hat die Firma Wacker Chemie erstmals große Silicium-Wafer entwickelt, um den Strom von 2 kA mit einem Thyristor schalten zu können. Für die Fernsteuerung der auf Porzellanisolatoren stehenden Umrichterelemente über Glasfasern in den Isolatoren hat Telefunken die Grundlagen für eine schnelle optische Kommunikation geschaffen. Davor lag die Grenzfrequenz von optischen Übertragungssystemen in der Größenordnung von 10 kHz.
Die Übertragungsleistung beträgt 1920 MW bei einer bipolaren Gleichspannung von ±533 kV, wobei die beiden Pole über jeweils eigene Trassen mit eigenen Masten verlaufen. Die Trassen für die beiden Pole verlaufen, wie am Grenzübergang zwischen Südafrika und Mosambik, in einem Abstand von ca. 1,5 km. Durch die räumliche Trennung der Trassen mit möglicher Rückleitung über die Erde ist die Funktion mit halber Übertragungsleistung auch bei Unterbrechung eines Poles möglich.
Im Unterschied zu anderen HGÜ-Anlagen sind die beiden Stromrichterstationen an beiden Leitungsenden nicht in einer Halle, sondern im Freien aufgestellt. Die Thyristoren der Stromrichter sind in ölgefüllten und im Betrieb unter Hochspannung stehenden Containern untergebracht, welche auf elektrischen Isolatoren montiert sind. Die HGÜ in der heutigen Form wurde von der Firma Asea Brown Boveri (ABB) renoviert und wird von dem Stromversorgungsunternehmen Eskom betrieben.

## Konkurrierendes Projekt
Mosambik plant eine weitere HGÜ (800 kV, Gleichstromübertragung, nach früheren Angaben 500 kV) zu bauen, wofür der Name CESUL-Projekt (Centro–Sul, deutsch: Zentrum-Süden) verwendet wird. Die Übertragungsleitung soll aus der Region um Tete bis zur Querung des Sambesi quasi parallel zur bisherigen nach Südafrika führenden HGÜ-Überlandleitung verlaufen und von da direkt in den Großraum Maputo geführt werden. Der Erzeugungsstandort soll ein neues Staudammprojekt werden, etwa 61 Kilometer stromabwärts von Cahora Bassa gelegen, und nennt sich Mphanda Nkuwa hydropower project. Als Standort der geplanten Umspannstation am Ausgangspunkt der Leitung ist Cataxa oder Matambo vorgesehen. Zudem ist von diesen Stationen eine 400-kV-Leitung mit Wechselstrom über eine völlig andere Linienführung bis in den Süden des Landes vorgesehen.
Anfang 2019 wurde bekanntgegeben, dass zur weiteren Fortführung und Koordinierung des Vorhabens nun vom mosambikanischen Ministerium für Rohstoffe und Energie das Gabinete de Implementação do Projecto Hidroelétrico de Mphanda Nkuwa – GMNK (Mphanda Nkuwa Hydroelectric Project Implementation Office) gegründet wurde. Damit setzte Präsident Filipe Nyusi dem bisherigen Projektstatus ein Ende, wonach ein Konsortium aus drei Unternehmen, die mosambikanische Gruppe Insitec und das brasilianische Bauunternehmen Camargo Corrêa, mit jeweils 35 %, sowie der staatliche Energieversorger Electricidade de Moçambique (EdM) mit 30 % Anteilen für die Entwicklung verantwortlich war. Stattdessen soll das Vorhaben nun gemeinsam von Hidroelectrica de Cahora Bassa und der Electricidade de Moçambique unter der Kontrolle von GMNK vorangetrieben werden.